# Rugantino (film)
Rugantino è un film commedia del 1973 diretto da Pasquale Festa Campanile. Ambientato nella Roma del 1848, porta sul grande schermo il soggetto dell'omonima commedia musicale di Garinei e Giovannini. Il protagonista è impersonato da Adriano Celentano, che recita in un improbabile romanesco contaminato dalla cadenza settentrionale dell'attore.
È l'ultimo film dell'attore Sergio Tofano, che morì tre giorni dopo l'uscita di Rugantino nei cinema.

## Trama
Nella Roma papalina del 1848 il venticinquenne Rugantino, spaccone, arrogante e avverso a qualsivoglia lavoro, vive di espedienti aiutato dalla fida Eusebia che egli spaccia per sua sorella. I due ricavano vitto e alloggio da un raggiro ai danni del marchese Sacconi.
Entra in scena la bella Rosetta, moglie del violento e geloso Gnecco Er Matriciano, croce e delizia di tutti i giovani romani incluso Rugantino, che incautamente scommette con degli amici di riuscire a sedurla prima della Sera dei Lanternoni.
Il giovane, nonostante umilianti peripezie, riesce nell'intento ma finisce con l'innamorarsi della ragazza al punto da non far menzione ai suoi compagni della riuscita dell'impresa per rispetto dell'amata, silenzio che dura, però, fin quando le provocazioni degli amici non fanno breccia in Rugantino che schiavo del suo carattere spaccone, comincia a vantarsi ferendo così i sentimenti di Rosetta. Nel frattempo Gnecco, condannato all'esilio per aver ucciso uno spasimante di Rosetta, torna di nascosto a Roma durante il carnevale ma viene pugnalato, sotto gli occhi di Rugantino accompagnato dalla nobile sotto mentite spoglie Marta Capitelli, da un Carbonaro che vuole vendicare un compagno denunciato da Gnecco.
Rugantino accorre dall'uomo morente, ma viene visto da molta gente affacciata alle finestre e da una pattuglia di gendarmi che lo insegue; per riscattarsi agli occhi di Rosetta rivendica l'omicidio e fugge, senza fortuna. Imprigionato e condannato a morte, con Rosetta che si dichiara perdutamente innamorata, sale sul patibolo sostenendo la sua colpevolezza, dimostrando così di essere un vero uomo. Il boia Mastro Titta fa quindi giustizia uccidendo un Rugantino pianto, rispettato e ammirato da tutti o quasi.

## Produzione
Il film venne prodotto dallo stesso protagonista tramite il suo Clan Celentano.

## Distribuzione
Il film venne distribuito nelle sale cinematografiche italiane il 25 ottobre 1973 dalla Titanus.